# Kneitinger

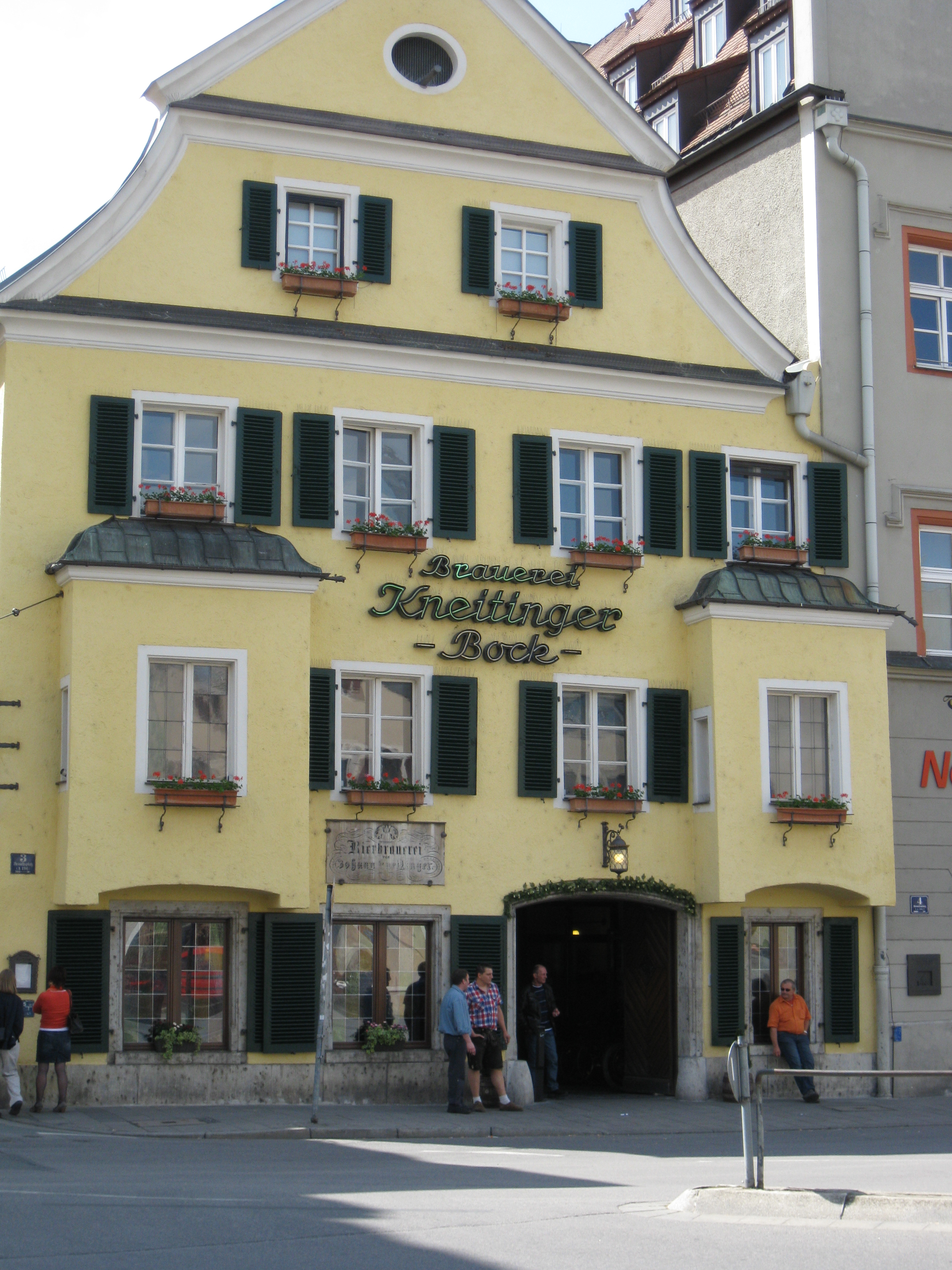
Gasthaus Kneitinger am Regensburger Arnulfsplatz

Die Brauerei Kneitinger ist eine bayerische Brauerei am Arnulfsplatz in Regensburg. Heute wird das Unternehmen von einer gemeinnützigen Stiftung geführt.

## Geschichte der Brauerei
1590 wurde erstmals die Existenz einer Brauerei am Regensburger Arnulfsplatz, wo sich die Gaststätte, genannt „der Knei“ noch heute befindet, urkundlich erwähnt. Die eigentlichen Anfänge der Brauerei dürften jedoch noch weiter zurückliegen, denn die Brauerei soll etwa 1530 gegründet worden sein. Im Lauf der Jahre wurde die Brauerei immer wieder verkauft. Vorletzter Eigentümer vor der Familie Kneitinger war der Bierbrauer Johann Georg Islinger. Er erwarb 1836 ein Grundstück am Galgenberg, um dort einen Sommer-Bierkeller zu errichten und eine Schankwirtschaft zu betreiben, den heutigen Biergarten „Kneitinger Keller“. Bald danach übergab er den Besitz seinem Sohn Joseph Franz Islinger, der 1861 starb. Dessen Witwe Maria Islinger bewirtschaftete die Brauerei zunächst alleine. 1862 kamen Brauerei und Keller durch Wiederheirat in den Besitz ihres zweiten Ehemannes Johann Kneitinger I. Er stammte aus Abensberg und erlernte im eigenen Betrieb den Braumeisterberuf. 1865 legte er die Gesellenprüfung mit Auszeichnung ab und richtete die Brauerei neu ein. Das von ihm gebraute Kneitinger Bockbier wurde bereits damals zu einer Spezialität des Hauses und ist es noch heute.
Nach dem Tod von Johann Kneitinger I. übernahm sein Sohn, Johann Kneitinger II. den Betrieb, verfeinerte die Rezepte seines Vaters weiter und war mit dem Bockbier äußerst erfolgreich. Er war im Oktober 1892 der Gründer der Gaststätte am Arnulfsplatz, die heute als Stammhaus des Kneitinger gilt. Johann Kneitinger II. starb am 15. September 1923 und das Unternehmen fiel an seinen noch jungen, 1899 geborenen Sohn Johann Kneitinger III., der in München das Brauwesen studiert hatte. 1945 wurde die Gaststätte des Sommerkellers zerstört und nach Kriegsende mit erheblichen Investitionen neu aufgebaut. Johann Kneitinger III. führte in alter Familientradition das Unternehmen bis zu seinem Tod im Jahr 1975 fort.
Nach seinem Ableben ging der Kneitinger an seine Frau Sofie Kneitinger, die 1980 von der Stadt Regensburg mit der Matthäus-Runtinger-Medaille ausgezeichnet wurde.
Da Sofie keine Erben hatte (die Ehe mit Johann war kinderlos geblieben), entschied sie sich, ihr Vermögen auf eine gemeinnützige Stiftung mit dem Namen „Hans-und-Sofie-Kneitinger-Stiftung“ zu übertragen. Die Stiftung wurde am 5. Dezember 1985 gegründet. Die Stiftung expandierte das Unternehmen, indem sie Grundstücke aus dem vererbten Privatbesitz von Sofie Kneitinger verkaufte und somit den Erwerb weiterer Gaststätten finanzieren konnte. Zusätzlich wurde aus den Erlösen der Grundstücksverkäufe das Mutterhaus am Arnulfsplatz für einen 7-stelligen DM-Betrag renoviert und modernisiert.
Sofie Kneitinger verstarb 1991, womit die Brauerei nach 115 Jahren im Familienbesitz auf die Stiftung überging. Die Hans-und-Sofie-Kneitinger-Stiftung engagiert sich einerseits stark in der regionalen Kinder- und Altenhilfe, insbesondere durch Unterstützung von Kinder- und Altenheimen. Andererseits werden auch weitere historische Gebäude und traditionelle Gaststätten zugekauft und renoviert.

## Biersorten
Die Brauerei Kneitinger produziert neben einem nach Pilsener Brauart hergestellten hellen Bier („Edel-Pils“; 5,2 % Vol.; 89 % des Brauvolumens) auch ein dunkles Bier, das „Dunkel Export“ (5,5 % Vol.), sowie den traditionellen dunklen „Kneitinger Bock“ (6,8 % Vol.). Mittlerweile werden ein helles Bier („Sommerbier 1861“; 4,9 % Vol.) und ein alkoholfreies Bier (weniger als 0,5 % Vol.) hergestellt.